# Asegur
Asegur es una localidad española del municipio cacereño de Nuñomoral, en Extremadura. Se encuentra en la comarca de Las Hurdes.

## Descripción
Pertenece a la comarca de Las Hurdes y aparece descrita en el Diccionario geográfico-estadístico-histórico de España y sus posesiones de ultramar de Pascual Madoz. Por la localidad discurre el río Hurdano.

ASEGUR: alq. dependiente del conc. de Nuñomoral en el terr. de las Hurdes, prov. de Cáceres, part. jud. de Granadilla (6 leg.): sit. en una ladera muy pendiente entre riscos y canchales, dando vista a r. de los Casares, ventilada por todos los aires y de sano clima. Tiene 38 casas tan pobres y desabrigadas como todas las del país, aunque es una de las alq. de mayor importancia del conc.: para los negocios municipales tienen casa de ayunt. en Nuñomoral, á cuya parr. acuden también para los eclesiásticos. Confirma el térm. con las alq. de Nuñomoral, el Cerezal y Martilandran del mismo conc., y las eras del de los Casares, todos á muy corta dist. por terreno áspero y casi inaccesible, cubierto de monte alto y bajo, castaños, parrales y olivos, cruzados de muchos arroyos que perjudican notablemente con sus crecidas: pobl.; 26 vec., 165 alm.: su riqueza y contr. se calculan con todo el conc.; en cuanto á las demás circunstancias del país (V. Hurdes).
(Madoz, 1846, pp. 26-37)